# بابیتسا (استان لهستان کوچک‌تر)
بابیتسا (به لهستانی:  Babica) یک روستا در لهستان است که در گمینا وادوویتسه واقع شده‌است. بابیتسا ۸۴۰ نفر جمعیت دارد.